# Скорпиони
 За едноименното съзвездие вижте Скорпион (съзвездие).  
Скорпионите (Scorpiones) са разред безгръбначни животни с осем крака, принадлежащи към клас Паякообразни. Най-малките екземпляри, като мексиканския Typhlochactas mitchelli, имат размери не по-големи от 9 mm, а най-големите, като индийския Heterometrus swammerdami, достигат до 23 cm на дължина и тегло около 56 грама. Скорпионите са много устойчиви на радиоактивни лъчения, повечето от тях не пият вода през целия си живот, и могат твърде дълго време да издържат на глад (някои до година и половина) и да останат живи.

## Разпространение
Още преди повече от 225 млн. години Земята е била обитавана от някои видове, които са били твърде подобни на днешните скорпиони.
Разпространени са главно в тропическите и субтропическите области на Земята, но някои видове се срещат и в страни с умерен климат. Обитават разнообразни по характер региони – от знойни пясъчни и каменисти пустини до морски крайбрежия и влажни тропически гори.
Въпреки че фауната и зоогеографията на скорпионите в България не са добре проучени, най-малко пет вида са записани – E.deltshevi, E.drenskii, E.solegladi, E.popovi & E.thracicus. Информацията, че видовете: M. gibbosus, E. mingrelicus, скорпионът на Хаджи (E. hadzii), карпатски скорпион (E. carpathicus) се срещат у нас е оборена последните години след множество извършени генетични изследвания. Проучванията за видовия състав на територията на страната продължава, макар и от малък брой учени.

## Анатомично устройство
Главата и гърдите му се сливат в главогръд, който носи две двойки устни крайници и четири двойки ходилни крачка. На предната страна на главогръда има две средни и няколко двойни странични очи. Коремчето е сегментирано и ясно разграничено на два дяла: преден – по-широк, и заден – опашковиден, който в последното си членче завършва с отровен шип – жило, свързано с двойка отровни жлези, през които се излива отровният секрет. Характерни са и втората двойка устни крайници – педипалпите, които завършват с добре развити масивни щипки.

## Хранене
Всички видове скорпиони са хищници. Те са много чувствителни към високите температури и сухия въздух, като не могат да понасят по-продължително време дори и топлината на палещите слънчеви лъчи, поради което ловуват само нощем. През деня се крият в относително влажни и сенчести места, като развалини, пукнатини на скали и сгради, под камъни, в пясък, в дълбоки дупки в почвата, под кората на дървета и др. Хранят се предимно с паяци, насекоми и многоножки, но жертва на по-едрите видове стават понякога и мишки, както и дребни гущери. Когато скорпионът улови някое дребно животно, той веднага го разкъсва с устните си крайници, но ако жертвата е по-едра и се съпротивлява, хищникът предварително я парализира и убива, като я убожда един или няколко пъти с жилото си, при което вкарва в тялото ѝ отрова.

## Самозащита
Скорпионът използва жилото си както за нападение, така и за защита. Дребните безгръбначни животни, с които той се храни, веднага се парализират и умират от действието на отровата. Някои по-едри насекоми и многоножки преживяват от 1 до 3 дена след ужилването. Върху дребните бозайници отровата на скорпиона има най-често смъртоносно действие.
Рядко нападат хора освен ако не бъдат случайно докоснати, настъпени или провокирани. За човека ужилването от дребните видове не е опасно. В мястото на убождането се усеща лека болка, по-късно се появява зачервяване с лек оток, който рядко може да обхване целия крайник. Но отровата на големите тропически скорпиони, някои от които достигат 18 – 20 cm дължина, може да предизвика тежки болестни състояния, както и смърт. Има около 1700 вида скорпиони, от които само 50 са опасни за хората. Най-опасните се срещат по топлите места.
Видовете, които се срещат в България, са дребни по размер и на дължина достигат до 4 – 5 cm. Поради малките им размери (съответно и количеството отрова, което могат да отделят, е малко), убождането от тях не е опасно за човека. То има приблизително същите последствия както ужилването от пчела или оса.

## Размножаване
При брачния танц на скорпионите мъжкият хваща женската за щипките и двата скорпиона започват да „танцуват“ и да се „целуват“ с хелицерите си. По време на танца мъжкият отделя сперматофор на земята и води женската над него.
Женските скорпиони раждат малките си най-често живи, като само отделни видове са яйцеживораждащи. При някои видове женските носят през първите 2 – 3 седмици своите излюпили се малки върху тялото си. След като сменят първата си обвивка, малките сами слизат от гърба на майката и започват да се хранят с подходящи по размер малки насекоми.